# Tine Schryvers
Tine Schryvers (Zoersel, 11 maart 1993) is een Belgische aanvalster die speelt voor Kristianstads DFF en de Red Flames.

## Loopbaan

### Club
Schryvers startte bij KFC Eendracht Zoersel bij de jeugd. Ze speelde daar tot de miniemen waarna ze haar jeugd opleiding verder zette bij K Vlimmeren Sport. Hier speelde ze ook bij de seniors.
Al snel werd ze opgepikt door Standard de Liège waar ze Belgisch kampioen werd. Het seizoen daarop speelde ze voor Waasland Beveren Sinaai Girls
Aan de start van het seizoen 2012-2013 ging ze naar de University of Memphis en speelde daar voor Tigers de Memphis. Het seizoen daar op ging ze naar de University of Tulsa en speelde daar voor de Tulsa Hurricane. Hier na trok Schryvers voor 1 seizoen naar het Noorse Vålerengens IF en haalde zo haar 1ste profcontract binnen. Op 28 december 2016 kondigde het Zweedse Kristianstads DFF aan op hun website dat ze Schryvers voor 1 seizoen onder contract legde voor het seizoen 2017.

### Red Flames
Schryvers allereerste selectie voor de nationale ploeg was bij de U-15 waar ze twee wedstrijden speelde beiden tegen Polen op 10 en 12 mei 2008. De wedstrijden werden respectievelijk gewonnen met 0-3 en 0-2. In totaal speelde ze 71 minuten.
Voor de U-17 speelde ze haar eerste wedstrijd tegen Kazachstan de wedstrijd werd gewonnen met 12-0.  ze scoorde haar eerste goal tegen Engeland op 10 april 2009. De wedstrijd eindigde op 1-1. Haar laatste wedstrijd voor de U-17 speelde ze op 27 oktober 2009 1-1  tegen Polen. Ze speelde in totaal 10 wedstrijden waarvan 502 minuten en scoorde 4 doelpunten.
Op 10 mei 2008 speelde ze niet alleen haar eerste wedstrijd voor de U-15 maar ook haar eerste wedstrijd voor de U-19 ook tegen Polen ook deze wedstrijd werd gewonnen met 0-3. haar laatste wedstrijd speelde ze op 5 april 2009 een kwalificatiewedstrijd tegen Portugal de wedstrijd werd verloren met 2-1. Ze speelde in totaal 1118 minuten in 19 wedstrijden van de 20 selecties en scoorde in totaal 4 doelpunten.
4 jaar later behaalde ze haar 1ste selectie voor de A-ploeg tegen IJsland op 2 maart 2016 maar speelde haar eerste wedstrijd 2 dagen later tegen Canada de wedstrijd eindigde op 2-1.
Schryvers is ook geselecteerd voor de Cyprus Cup.

## Palmares
- Belgisch kampioen (2011)
- Beker van België (2019)